# 受け入れて (ウェブドラマ)
『受け入れて』（うけいれて）は、2020年6月29日にABEMA SPECIALで配信されたドラマ作品。

## 概要
AbemaTVと経済産業省がタッグを組んだクリエイター発掘番組『番組制作権争奪リアリティーショー クリエイターズファンディング』にて制作した予告編が最優秀企画に選出され、制作された性同一性をテーマにしたドラマ作品。劇場公開映画を念頭に制作が開始され、2020年6月29日にABEMAにて配信された。提供された資金に足りない部分は改めてクラウドファンディングにて制作費が募られている。ABEMAでの独占配信後、劇場公開を予定している。ABEMA版の本編は70分。
製作のきっかけは貴田明日香自身がバイセクシャルであり、このことを両親に告白した際「私たちにはわからない世界だ」と言われショックを受けたことにある。

## あらすじ
大学3年生の宮本亜紀はトランスジェンダー。体は女性だが、男性の心を持っている。両親には打ち明けられずに隠していたが、塾講師として勤務する際は男性「宮本アキト」として過ごし、将来的には手術し、男性として生きたいと願っている。
ある日塾の同僚となる新人、桜にLGBTであることを知られてしまう。それでもなお態度を変えない彼女に次第に惹かれていき『この人にふさわしい人間になりたい』と思う。今まで打ち明けてこなかった両親にカミングアウトするが、両親には反対され、病気だと思われてしまう。それでもホルモン注射を受けるなど男性になることを進めていく。声が低くなり、将来的にはひげも生えると桜に打ち明けるが、理解を示していた桜も「今のままがいい」と反対するのだった。

## 登場人物
宮本亜紀
演 - 汐月准　幼少期 - くるみ
体と性の不一致に悩む大学生。アルバイト先である塾ではアキトを名乗り男性として過ごす。
吉川桜
演 - 百合子
新人塾講師。生理の重さに悩む。やがてアキトの恋人となる。
佐々木瑛太
演 - 蕪木虎太郎
アキト先生を慕う塾の生徒。
宮本賢一郎
演 - にしやうち良
厳格な父。
宮本佳子
演 - 有賀さやか
世話好きな母。
佐々木梨絵
演 - みやび
瑛太の母。
丸山直
演 - 森了蔵
塾長

ケン
演 - 英翔

青木真知子
演 - 小関可奈

川崎亮太
演 - 小山慶

辰巳
演 - 田代悠

整形外科医師
演 - 定村浩司
ジェンダークリニック医師
演 - 松永千秋
塾の同僚
- 高橋良浩、福井崇至、森下さゆり

その他出演
- 中尾みち雄
- 太田恭輔
- 吉平誠
- 名村藍
- 澤山かおり
- 大山大
- 三島颯大
- 菊地玲緒
- 原田誠也
- 新井香名
- 高野凌輔
- 大塚柚花
- かな
- はち
- 黎多

- 下城麻奈
- 幸地生剛
- 芽衣子

## 音楽

### 主題歌
- 「涙声」かずま
  - 作詞：貴田明日香/かずま、作曲：かずま

## スタッフ
- 企画・監督・脚本：貴田明日香
- プロデューサー：槇原啓右（Team Dylan）
- 助監督：玉木慧（Team Dylan）関野遥介（Team Dylan）
- 制作：大坂拓也（Team Dylan）
- 撮影：柳田智哉
- 照明：齋藤正貴
- 録音：松本誠舟
- 撮影助手：福山晃大
- 録音助手:松沢梢
- 照明応援：寺澤恭平
- 録音応援：竹内和広
- 編集：近藤大樹
- 音響効果：メディアハウスサウンドデザイン
- 整音：杉本亮
- 宣伝協力：LGBTER
- 機材協力：東京カメラ機材
- 取材協力：杉山文野、井上健人、FTMゆーき、JUS Fitness、MASAKI、けんとら、清水尚雄